# Luceni, Iași
Luceni este un sat în comuna Victoria din județul Iași, Moldova, România.
Satul Luceni, al cărui nume provine de la antroponimicul Luca, sau cel mai probabil de la luciul apei, datorat frecventelor inundații, este așezat la 4 km sud-est de centrul comunei, pe un teren fragmentat de meandrele râului Jijia. Satul este atestat documentar din sec. XV (1436) și are ca monument arhitectural Biserica "Sf. Nicolae" clădită în anul 1830. Satul Luceni se prezinta sub forma unei așezări areolar-alungite, cu extinderi tentaculare, cu structură răsfirată și textură neuniformă. 